# Phyllophaga tridilonycha
Phyllophaga tridilonycha är en skalbaggsart som beskrevs av Saylor 1943. Phyllophaga tridilonycha ingår i släktet Phyllophaga och familjen Melolonthidae. Inga underarter finns listade i Catalogue of Life.